# Vorderrübach
Die Ortschaft Vorderrübach ist ein Ortsteil der Gemeinde Lindlar im Oberbergischen Kreis im Regierungsbezirk Köln in Nordrhein-Westfalen.

## Lage und Beschreibung
Vorderrübach liegt nordöstlich von Lindlar an der Kreisstraße K21 von Lindlar nach Kaiserau. Nachbarorte sind Hönighausen, Weyer, Klause und Hinterrübach.

## Geschichte
1247 wurde der Ort das erste Mal urkundlich erwähnt. Schreibweise der Erstnennung: rubeke.

## Sehenswürdigkeiten
- Hof Hagen, Bruchsteinbau aus dem 17. Jahrhundert

## Busverbindungen
Haltestelle Vorderrübach:
- 307 Lindlar – Frielingsdorf – Hütte / Berghausen – Kotthauserhöhe / Wasserfuhr – Gummersbach Bf. (OVAG)
- 335 Frielingsdorf – Hartegasse / Fenke – Lindlar – Linde – Biesfeld – Dürscheid – Herkenrath – Sand – Bergisch Gladbach (S) (OVAG)

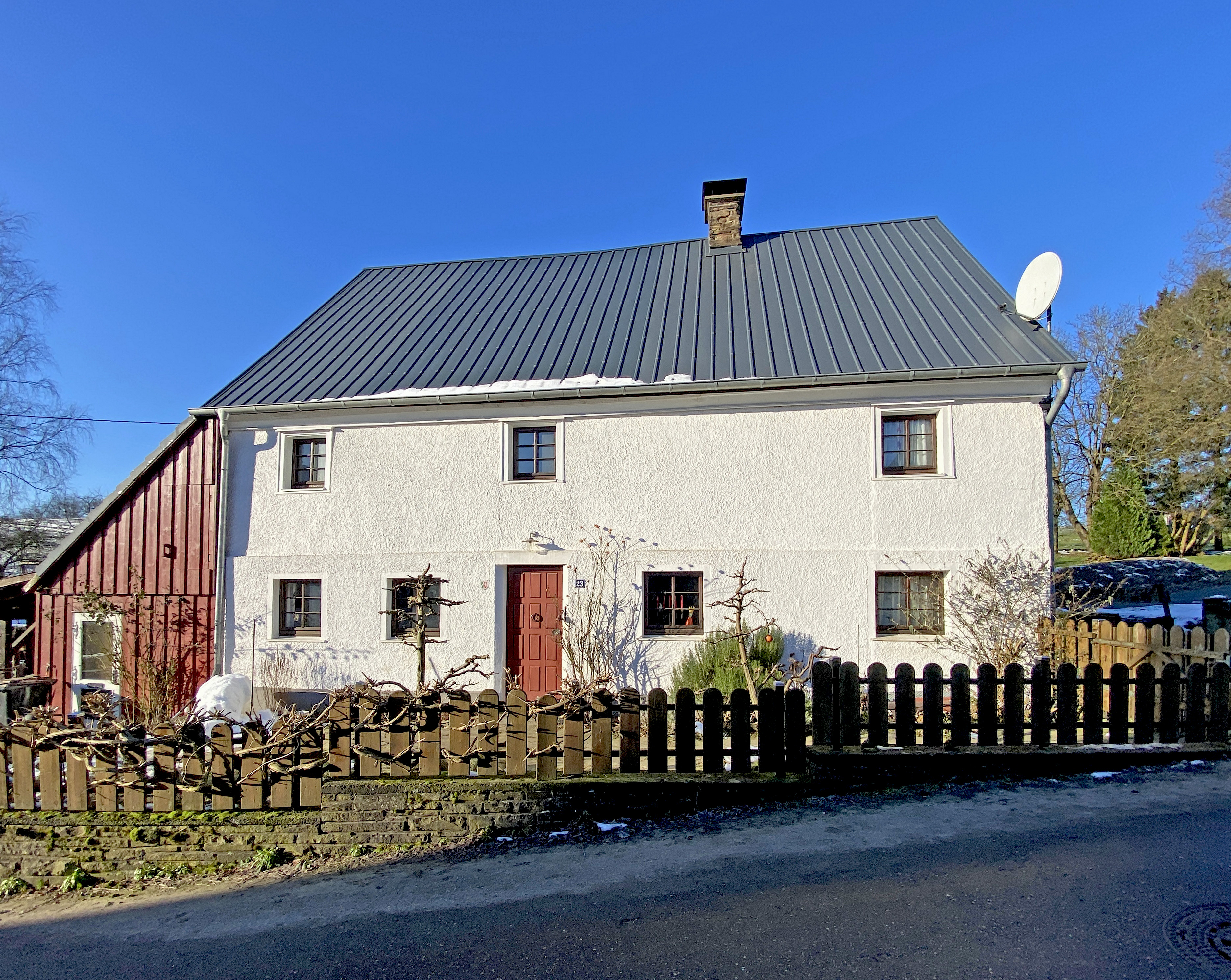
Baudenkmal Vorderrübach 23/25
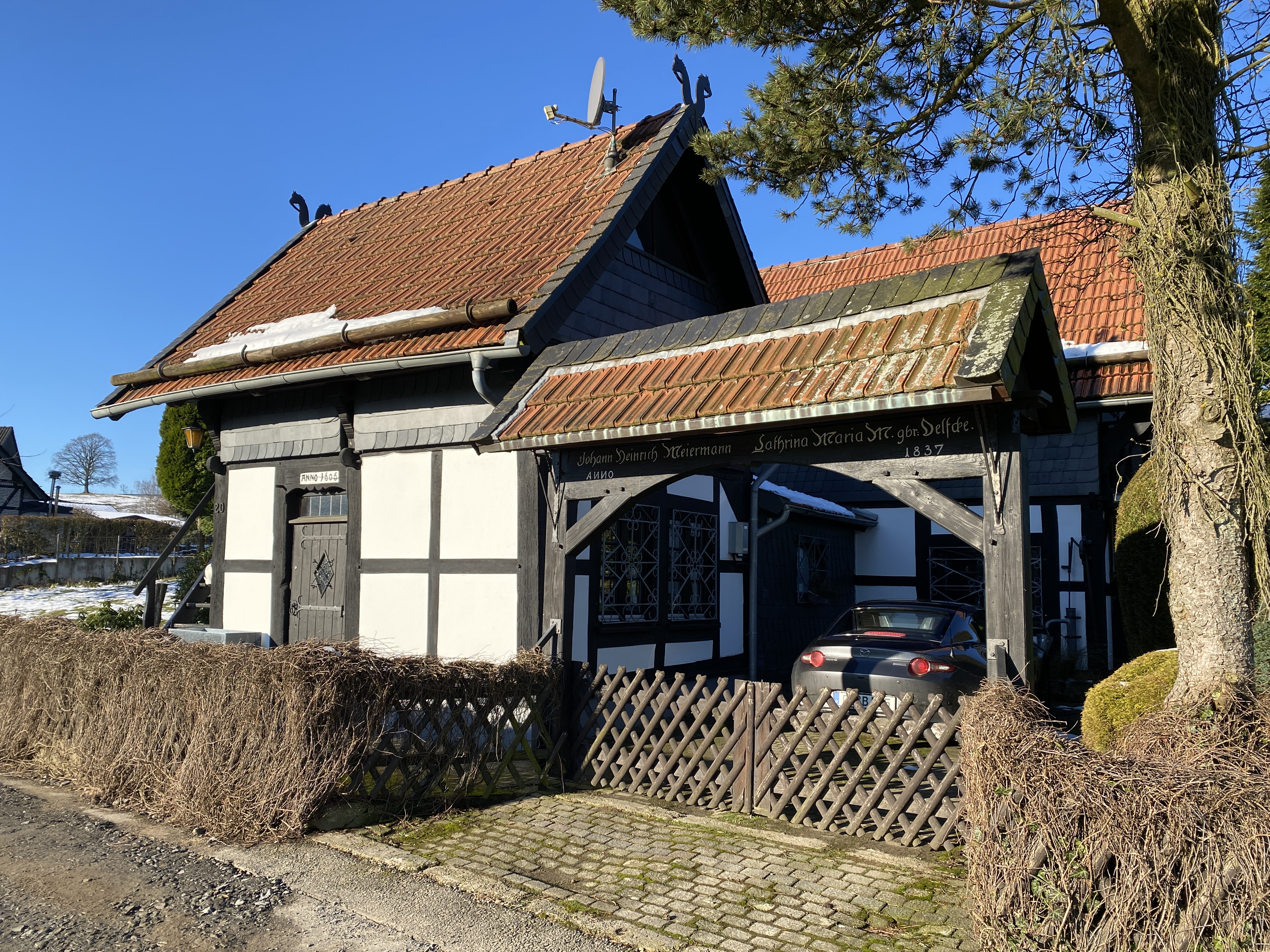
Vorderrübach 20